# Verena Schenk von Landegg

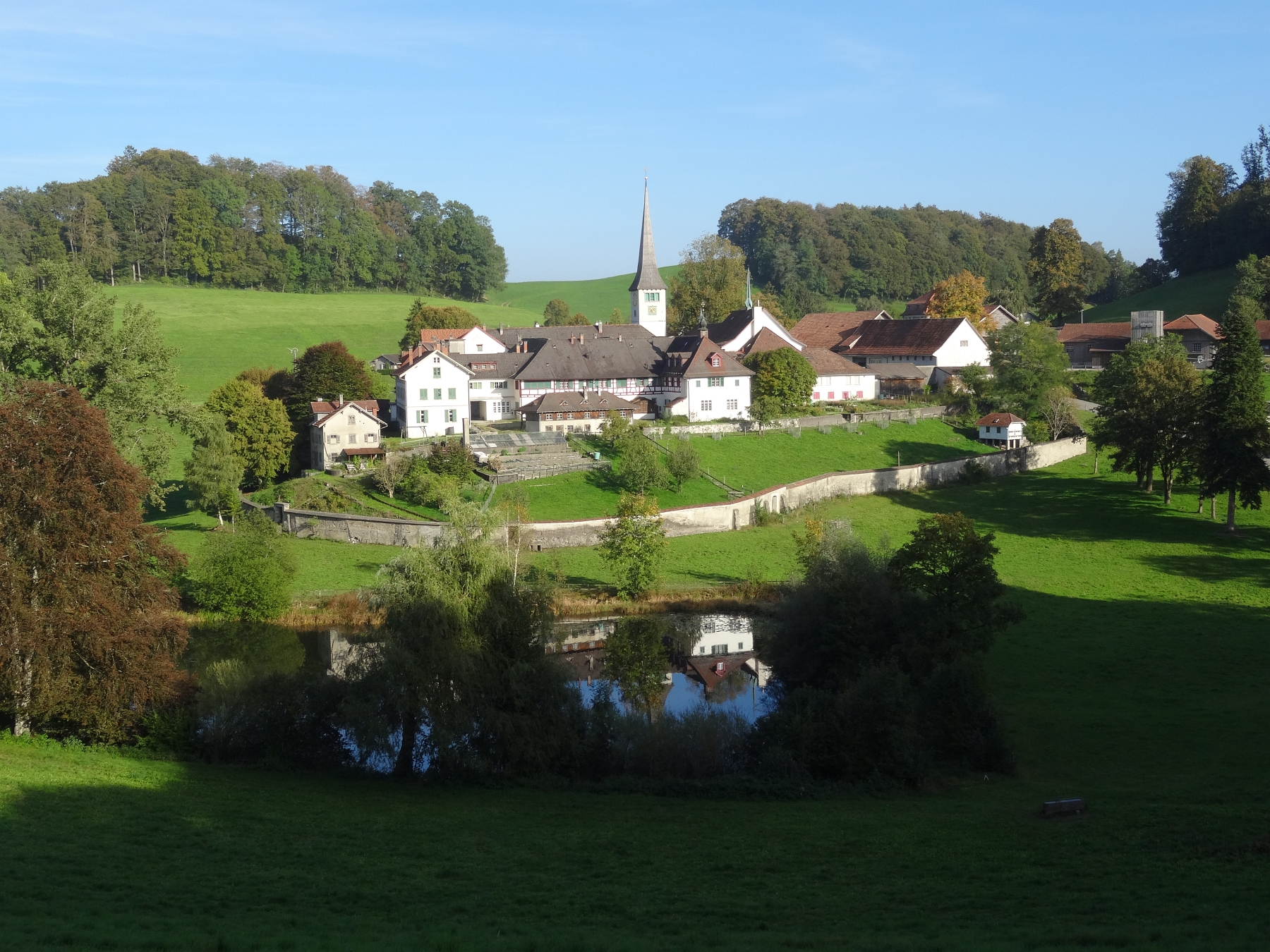
Kloster Magdenau, 2023

Verena Schenk von Landegg (* vor 1450; † 15. Oktober 1480 in Kloster Magdenau) war eine Schweizer Äbtissin aus dem sankt-gallischen Ministerialengeschlecht der Schenk von Landegg.
Verena Schenk von Landegg wurde am 4. Februar 1468 erstmals als Äbtissin des Zisterzienserinnenklosters Magdenau in der Grafschaft Toggenburg erwähnt. Sie folgte ihrer Verwandten Elisabeth Schenk von Landegg, die 1464 das Amt der Äbtissin übernommen hatte. Sie liess ein Lehenbuch anlegen, da die Klostergüter verliehen wurden. Mangels Konversen konnten diese nicht mehr selbst bewirtschaftet werden. Ende 1468 fiel das Toggenburg an die Fürstabtei St. Gallen. Mit kluger Begründung konnte Schenk von Landegg 1476 vor dem fürstäbtischen Gericht in Wil Steuerfreiheit für alle dem Kloster gestifteten Güter erstreiten. Zuvor hatten die Gemeinden des Unteramts wegen der Teilnahme an den Burgunderkriegene Steuern erhoben.
Verena Schenk von Landegg starb am 15. Oktober 1480. Nachfolgerin wurde Ursula Blarer, die ihrerseits 1482 von Anna Schenk von Landegg gefolgt wurde.

## Belege
1. 1 2  Magdenau/Äbtissinnen. In: zisterzienserlexikon.de. 23. September 2021.
2. 1 2  Magdalen Bless-Grabher: Verena Schenk von Landegg. In: Historisches Lexikon der Schweiz.  4. September 2006.

| Personendaten    | Personendaten                           |
| ---------------- | --------------------------------------- |
| NAME             | Schenk von Landegg, Verena              |
| ALTERNATIVNAMEN  | Landegg, Verena Schenk von              |
| KURZBESCHREIBUNG | Schweizer Äbtissin                      |
| GEBURTSDATUM     | vor 1450                                |
| STERBEDATUM      | 15. Oktober 1480                        |
| STERBEORT        | Kloster Magdenau, Fürstabtei St. Gallen |